# 弇山堂别集
《弇山堂别集》是晚明官员、文学家、史学家王世贞传世的史学著作之一，记录明朝典故资料:88，共一百卷。被认为是他的代表性史学著作:21和晚明重要的史学资料:87。
陈文烛在《弇山堂别集·序》解释书名为《弇山堂别集》的缘故，他说：“其称别集者，盖元美[王世贞]诗文有《弇山堂正集》，而此则国朝典故，比一代实录云”:88。

## 内容
《弇山堂别集》内容分为三类，一为“述”，二为“考”，三为“表”:88。
第一卷至第十九卷，为《盛事述》、《异典述》、《奇事述》。第二十卷至第三十卷，考国史、野史和家乘之误，考辨精辟。第三十一卷至第六十四卷，为“表”。其中，第三十一卷至第三十六卷，记帝系、宗藩，第三十七卷至第六十四卷，为爵位、官员等各种史表:88。
第六十五卷至第六十九卷，为《亲征考》、《命将考》、《巡幸考》。第七十卷至第八十卷，为《谥法考》、《赏赍考》、《赏功考》。第八十五卷至第八十九卷，为《诏令杂考》、《兵制考》、《市马考》。第九十卷至一百卷，为《中官考》:88。

## 版本
《弇山堂别集》中的内容最晚至万历十八年（1590年）二月，故说此书成书时间在万历十八年三月前。中国现存最早版本是万历十八年翁良雨金堂刻本。美国哈佛大学图书馆藏有万历十八年金陵刻本。清朝光绪年间，广雅书局重刊。1985年，中华书局出版魏连科点校本，重印数次:22。